# Mała Słońca (gromada)
Mała Słońca – dawna gromada, czyli najmniejsza jednostka podziału terytorialnego Polskiej Rzeczypospolitej Ludowej w latach 1954–1972.
Gromady, z gromadzkimi radami narodowymi (GRN) jako organami władzy najniższego stopnia na wsi, funkcjonowały od reformy reorganizującej administrację wiejską przeprowadzonej jesienią 1954 do momentu ich zniesienia z dniem 1 stycznia 1973, tym samym wypierając organizację gminną w latach 1954–1972.
Gromadę Mała Słońca z siedzibą GRN w Małej Słońcy utworzono – jako jedną z 8759 gromad na obszarze Polski – w powiecie tczewskim w woj. gdańskim na mocy uchwały nr 25/III/54 WRN w Gdańsku z dnia 5 października 1954. W skład jednostki weszły obszary dotychczasowych gromad Mała Słońca, Wielka Słońca (bez obszaru parcel kat. o Nr Nr od 1 do 22, karta mapy 2 obrębu Mały Garc) i Gorzędziej (bez obszaru parcel kat. o Nr Nr od 1 do 9, karta mapy 2 obrębu Gorzędziej) ze zniesionej gminy Subkowy w tymże powiecie. Dla gromady ustalono 11 członków gromadzkiej rady narodowej.
1 stycznia 1960 gromadę zniesiono, a jej obszar włączono do gromady Subkowy w tymże powiecie.